# 大隈講堂
早稲田大学大隈記念講堂（わせだだいがくおおくまきねんこうどう）は、東京都新宿区戸塚の早稲田大学早稲田キャンパスに所在するチューダー・ゴシック様式の講堂。略称は大隈講堂（おおくまこうどう）、学内での別称は21号館。
大隈重信像と並び早稲田大学を象徴する建造物である。早稲田大学建築科の創設に携わった佐藤功一をはじめ、建築学科の教員らを中心に設計された。2007年、重要文化財に指定。

## 歴史

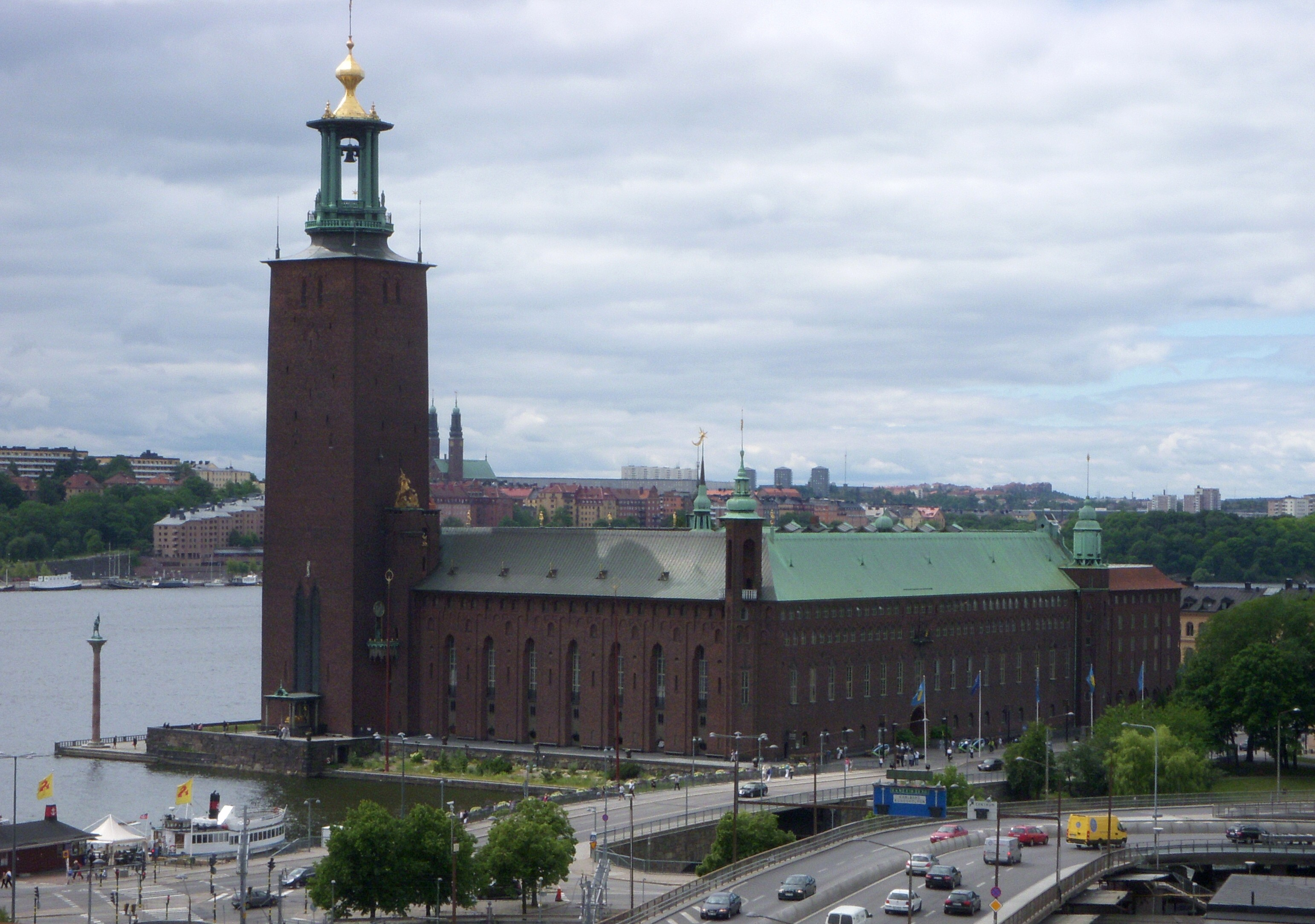
大隈講堂のデザインに大きな影響を与えたとされるストックホルム市庁舎（1909-1923年に建設）

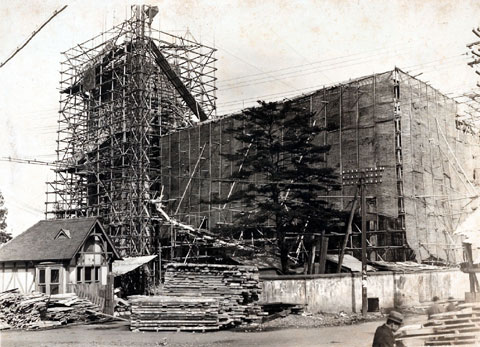
建設中の大隈講堂

1922年、早稲田大学の創立者である大隈重信が逝去し記念講堂の建設が行われることになり（それまで各種の式典は中庭にテントを張って行っていた）、1923年4月に「故総長大隈侯爵記念事業」の計画が公表され、その資金によって寄付金200万円を集めることや記念大講堂の建設、設計案を公募することなどが決まった。設計コンペにより当選案が選ばれたが折から関東大震災（1923年）が起こり、また先行して図書館の建設も行われていたことなどで資金も思うように集まらず計画はしばらく中断した。1925年になって寄付金も集まり、再び計画が動き出した。御下賜金5,000圓の他、大学理事の松平頼寿から50,000圓、渋沢栄一から15,000圓、中川小十郎等から1,000圓など多くの関係者から寄付金を受けた。改めて建築学科中心に設計を行うことになり高田早苗総長からゴシック様式で演劇にも使える講堂をという要望を受け建築学科の佐藤功一、内藤多仲（構造学）、佐藤武夫（音響工学の先駆者）らが設計に当たった。戸田組（現・戸田建設）の施工により1926年2月に着工、1927年10月20日に竣工した。
1999年、東京都景観条例に基づき東京都選定歴史的建造物に選定された。
大学の創立125周年（2007年）記念事業に向け、2006年-2007年にかけて再生工事が行われた。外観と大講堂の歴史的な意匠を保存しつつ、耐震補強や文化ホールとして多機能化を行っている。工事は2007年9月末に完了し、10月21日の創立記念日を迎えた。そして同年12月4日付で重要文化財（建造物）に指定された（東京都選定歴史的建造物は解除）。

## 施設概要
大講堂は3階建てで1123席、地下1階は301席の小講堂。外壁のタイルは全部で約19万枚で、信楽風の全て手作りの焼き物である。7階建の時計塔がシンボルとなっており、大隈重信が提唱した『人生125歳説』にちなみ、125尺（約37.8m）の高さになっている。外観にはラグナル・エストベリのストックホルム市庁舎（1923年竣工）の影響があると言われる。また、デンマークのクロンボー城や、オックスフォード市街中心部のカーファックスタワー、オックスフォード大学モードリン・コレッジのモードリンタワーに似ている、とも言われる。早稲田大学文学部創設者の坪内逍遥がウィリアム・シェイクスピア全訳の偉業を達成したことからも、演劇博物館とともに同大学の影響が多分に大きいことが分かる。
塔上の鐘は、米国ボルティモアのマクレエン社からパナマ運河を越えて運ばれてきたものである。大小4つの鐘でハーモニーさせる方法は日本では初めてのもので、現在でもウェストミンスター宮殿のそれと同じハーモニーを奏でている。時計塔の鐘が鳴る時間は、8時・9時・12時・16時・20時・21時と1日6回。
内部の天井には宇宙を表現した楕円形の採光窓がある。太陽と月と9つの星をあしらった太陽系を表し、講堂の内と外との「世界の融和」を象徴している、とされる。

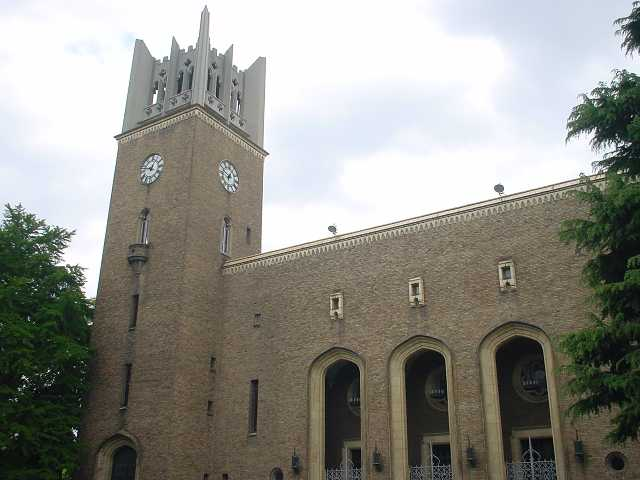
改装前の大隈講堂（2005年5月撮影）
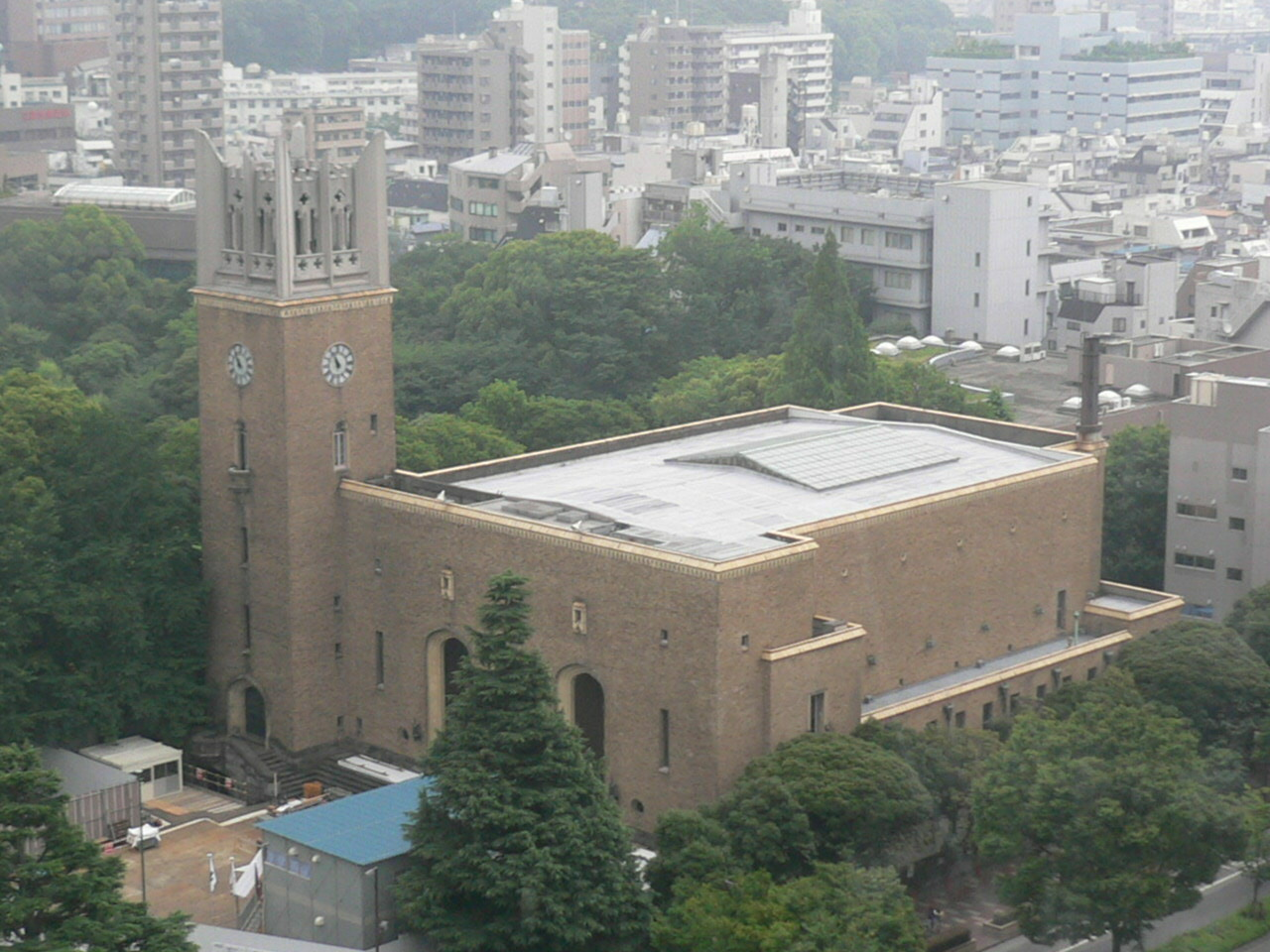
全景
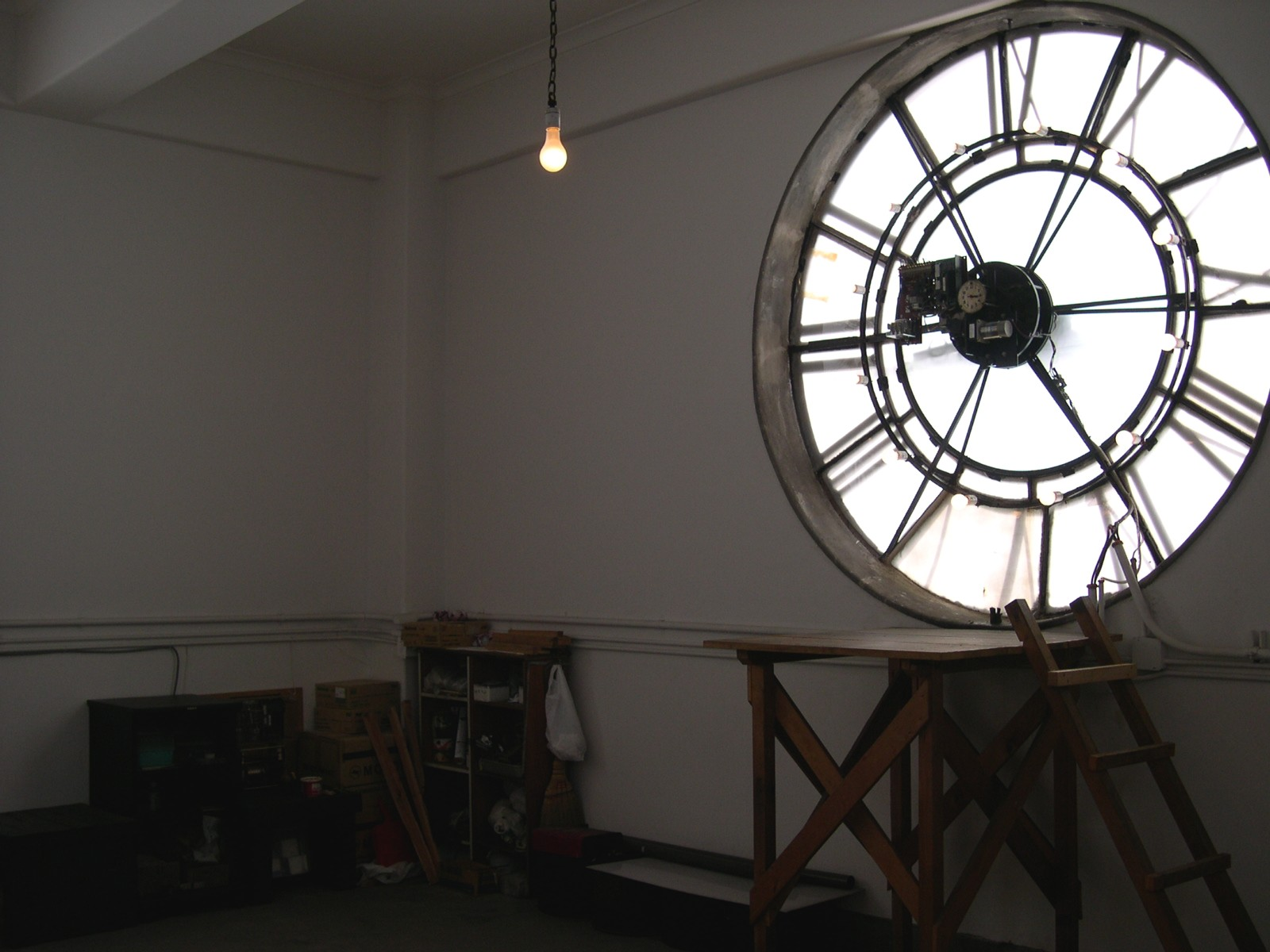
時計台の内部
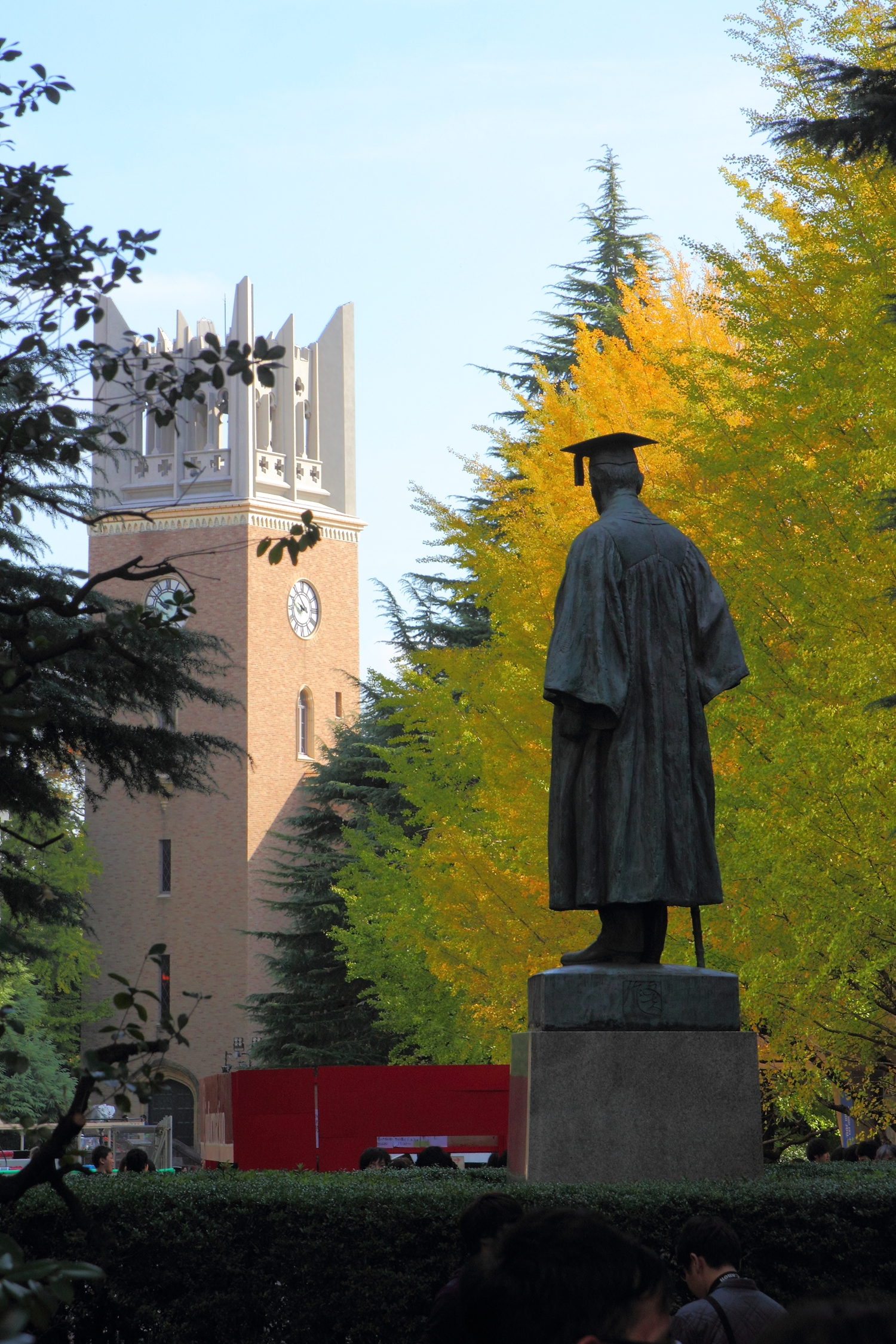
講堂に向かって立つ大隈重信像
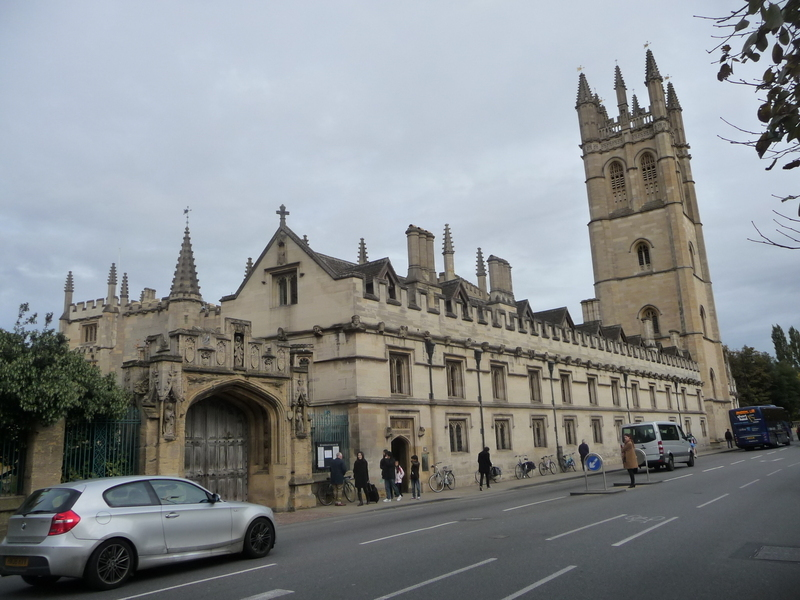
オックスフォード大学マグダレンカレッジ

| - 改装前の大隈講堂（2005年5月撮影） - 全景 - 時計台の内部 - 講堂に向かって立つ大隈重信像 - オックスフォード大学マグダレンカレッジ |

## 利用状況
早稲田大学が主催する重要な行事、講演会はここで行われることが多い。また大学が使用しない日はサークル主催の劇、講演会、イベントが開催される。
早稲田大学の付属校・系属校の多くが大隈講堂での入学式および卒業式を行っている。また、大学の入学・卒業式についても、記念会堂の建て替え工事に伴い、2015年度の卒業式から2018年度の入学式まで本講堂が利用された。
1946年には関脇笠置山勝一（早稲田大学の卒業生である）の引退相撲が開催された。

### 各国首脳による講演

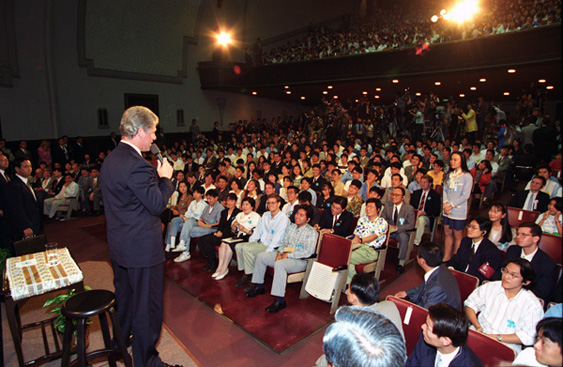
クリントン米大統領の講演

- 1959年6月16日、スカルノ インドネシア大統領講演[5][6]
- 1993年7月7日、ビル・クリントン米大統領講演[7]
- 1994年3月25日、金泳三韓国大統領講演[8]
- 1997年3月27日、マハティール マレーシア首相講演[8]
- 1997年4月7日、ヘルツォーク独大統領講演[8]
- 1998年11月28日、江沢民中国国家主席講演
- 2002年4月15日、小泉純一郎首相講演
- 2008年5月8日、胡錦濤中国国家主席講演
- 2012年7月22日、野田佳彦首相講演
- 2015年3月19日、安倍晋三首相講演[9]
- 2023年6月18日、岸田文雄首相講演[10]